# Huwara
Huwara of Huwwara (Arabisch: حُوّارة) is een Palestijns dorp gelegen in het noorden van de Westelijke Jordaanoever van Palestina. Het ligt 7,28 kilometer ten zuiden van de stad Nablus, in het Gouvernement Nablus. Het dorp ligt 503 m boven zeeniveau.

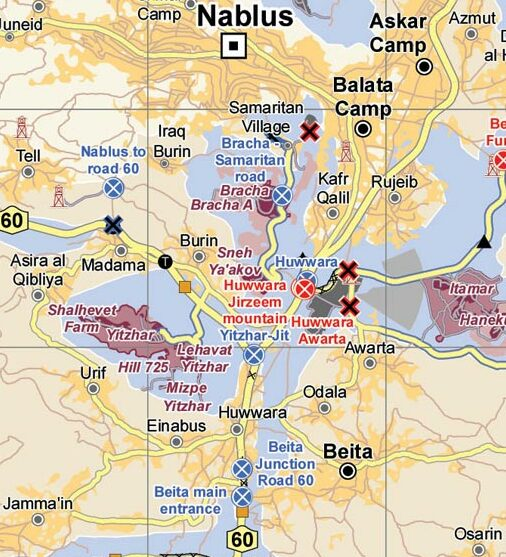
Huwwara (kaart 2018)

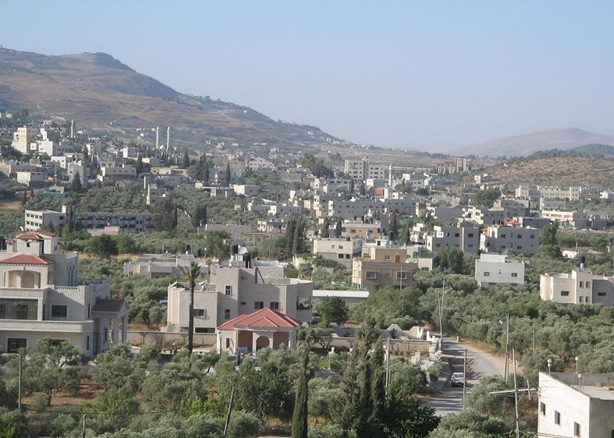
Huwara

Volgens het Palestijns Centraal Bureau voor de Statistiek had de stad in 2017 6.659 inwoners.
Rondom Huwara liggen in het noorden de plaatsen Asira al-Qibliya en Burin, ten oosten de plaatsen Awarta, Odala en Beita, ten westen Jamma'in en Einabus en in het zuiden Za'atara en Yasuf. 
Sinds 1967 houdt Israël de Westelijke Jordaanoever bezet en zijn er rondom Huwara Joodse nederzettingen gebouwd, die zich door middel van buitenposten (outposts) uitbreiden op Palestijns grondgebied en de dorpen van elkaar scheiden.
De grote verbindingswegen met de stad Nablus en, naar het zuiden, met Ramallah zijn geblokkeerd met Israëlische controleposten (checkpoints). 
- Nationale Bibliotheek van Israël: 987007584247705171